# Xia Li
Zhao Xia (chinês: 李霞; pinyin: Zhào Xià; nascida em 28 de julho de 1988) é uma lutadora profissional e artista de artes marciais mistas chinesa que trabalha atualmente para a Total Nonstop Action Wrestling (TNA) sob o nome de ringue Léi Yǐng Lee. Ela também faz aparições no circuito independente usando seu nome verdadeiro. Zhao é mais conhecida por seu tempo na WWE, onde se apresentou sob o nome de Xia Li.

## Carreira na luta livre profissional

### WWE (2017–2024)

#### Mae Young Classic (2017–2018)
Em janeiro de 2017, Li se juntou ao WWE Performance Center depois de impressionar olheiros de talentos em um teste em Xangai, China. Em 13 de julho, ela fez sua estreia na WWE competindo no Mae Young Classic inaugural, tornando-se a primeira mulher chinesa a competir em um ringue da WWE. Ela foi eliminada na primeira rodada por Mercedes Martinez. Em 19 de setembro de 2018, Li competiu em seu segundo Mae Young Classic, derrotando Karen Q na primeira rodada, mas foi eliminada na segunda rodada por Deonna Purrazzo. Ao longo de 2017 e 2018, Li só lutou em eventos ao vivo do NXT fora do Mae Young Classic.

#### Começo no NXT (2019−2020)
Em 27 de janeiro de 2019, no Royal Rumble, Li fez sua primeira aparição em um pay-per-view do elenco principal ao entrar na luta feminina Royal Rumble como número 11, com duração de 4:48 antes de ser eliminada por Charlotte Flair. Ela fez sua estréia na televisão no episódio de 20 de fevereiro do NXT, perdendo em uma luta individual para Mia Yim. No episódio de 1º de maio do NXT, ela conseguiu sua primeira vitória na televisão ao derrotar Rachel Evers. Em meados de novembro, ela entrou em uma rivalidade com Aliyah e Vanessa Borne, obtendo vitórias individuais sobre a dupla nos episódios de 13 e 27 de novembro do NXT, respectivamente, o último dos quais a viu ser atacada pela Campeã Feminina do NXT Shayna Baszler, Marina Shafir. e Jessamyn Duke depois. Isso levou a uma luta sem título na semana seguinte, com Li perdendo para Baszler por finalização.
Li competiria no Royal Rumble feminino novamente no evento homônimo em 26 de janeiro de 2020, entrando no número 24 e durando 10:49, antes de ser eliminada por Shayna Baszler. Li lutou contra Mia Yim novamente no episódio de 26 de fevereiro do NXT, desta vez vencendo a luta com um roll-up após uma distração de Dakota Kai e Raquel González. No episódio de 25 de março do NXT, Li foi escalada para enfrentar Aliyah em uma qualificatória para competir em uma luta de escadas para determinar a candidata número um ao Campeonato Feminino do NXT, mas foi ferida por ela nos bastidores antes da luta começar. Isso levou a uma breve luta entre os dois no episódio de 15 de abril do NXT, com Li se vingando derrotando Aliyah. No episódio de 6 de maio do NXT, Li teve uma luta com Chelsea Green, que ela perdeu devido a uma distração de Aliyah. Isso levou a outra luta entre os dois no episódio de 17 de junho do NXT, com Aliyah conseguindo a vitória depois que Robert Stone distraiu Li vomitando no ringue.

#### Tian Sha (2020−2021)
No episódio de 16 de setembro do NXT, Li se juntou a Jessi Kamea em uma derrota contra Kayden Carter e Kacy Catanzaro, com Li se recusando a apertar a mão deles após a luta. Na semana seguinte, ela competiu em uma batalha real para determinar o desafiante número um pelo Campeonato Feminino do NXT, que foi vencido por Candice LeRae. Li foi contra Carter no episódio de 30 de setembro do NXT, perdendo a luta e empurrando-a para o tatame após receber uma mão estendida. Na semana seguinte, depois de perder uma partida contra Shotzi Blackheart, ela foi abordada por Boa que lhe deu uma carta e o seguiu depois. No episódio de 21 de outubro do NXT, Li perdeu uma partida contra Catanzaro. Após a luta, ela atacou ela e Carter, tornando-se uma heel.
No episódio de 25 de novembro do NXT, foi ao ar uma vinheta de Li e Boa, ambos com aparência abatida, entrando no banco de trás de um veículo juntos antes de serem levados para um local desconhecido. O mesmo homem idoso que entregou uma carta a Boa no episódio de 11 de novembro do NXT apareceu do lado de fora do prédio, parecendo estar esperando por eles. Vinhetas semanais começaram a ser exibidas de Li e Boa sendo brutalmente "punidos por seus fracassos", enquanto eram vigiados pelo homem idoso e uma mulher misteriosa com pintura facial em preto e branco. Um Li transformado retornou em 6 de janeiro de 2021 durante o especial de Ano Novo do NXT, esmagando Katrina Cortez de maneira dominante.[29][30] Na semana seguinte, ela derrotou outro jobber em duas greves, mas então recebeu uma ordem sem palavras de seu mestre no palco, resultando em Li amarrando o oponente e dando mais tiros nela.[31] No episódio de 10 de fevereiro do NXT, Li derrotou Cora Jade rapidamente. Durante e após a luta, Kacy Catanzaro e Kayden Carter foram ao ringue para argumentar com ela, mas ela atacou os dois por desrespeitar sua mestra Mei Ying.[32] Li passou a derrotar Catanzaro e Carter em lutas individuais nos episódios de 24 de fevereiro e 10 de março do NXT, respectivamente, e os derrotou novamente em uma partida de handicap três semanas depois.[33][34][35]
Em junho, Li passou a rivalizar com Mercedes Martinez por perder para ela no Mae Young Classic inaugural, derrotando-a em uma luta no NXT TakeOver: In Your House.[36][37] No episódio de 29 de junho do NXT, ela se uniu a Boa para derrotar Martinez e Jake Atlas em uma luta de duplas mistas.[38] No episódio de 20 de julho do NXT, Li desafiou Raquel González pelo Campeonato Feminino do NXT, mas não conseguiu vencer. Durante a luta, ela sofreu uma lesão após um splash no senton splash, mas parecia estar bem depois.[39][40]

#### SmackDown (2021–2023)
Como parte do Draft de 2021, Li foi convocada para a marca SmackDown. Ela fez sua estreia no elenco principal no episódio de 10 de dezembro do SmackDown como face, protegendo Naomi enquanto ela lutava contra Sonya Deville, Natalya e Shayna Baszler. Em 25 de fevereiro de 2022 no episódio do SmackDown, Li fez sua estreia no ringue derrotando Natalya.

## Títulos e prêmios
- Pro Wrestling Illustrated
  - PWI a colocou na #122ª posição das 150 melhores lutadoras individuais no PWI Women's 150 em 2021[32]